# 黎桓
黎桓（越南语：／，941年8月10日—1005年）是越南前黎朝的開國皇帝，980年至1005年在位。由於其死後没有諡號，只能用大行皇帝的临时称呼，故後世稱之为黎大行（越南语：／）。

## 生平

### 早年生平
黎桓籍貫愛州清蓮縣（今越南河南省青廉縣寶泰村）。父親名叫黎，母為鄧氏。在黎桓幼年時父母雙亡，成為孤兒，孤寒萬狀。愛州的黎觀察偶遇幼年的黎桓，奇其相貌，將其收為養子，如親生兒子一般養育。
黎桓長大以後，成為南越王丁璉的麾下，倜儻有大志。黎桓因為其智勇雙全得到了丁先皇的賞識，讓他統帥二千人。黎桓追隨丁先皇，參加了平定十二使君的戰鬥。在丁先皇與阮超、阮寬、阮守捷的戰役中，黎桓曾作為殿後參加戰鬥，最終丁軍獲勝。後來又同阮匐一起作為先鋒，追隨丁先皇，參與平定矯順、阮守捷、阮寬、呂唐和李奎的戰鬥，為丁朝的建立立下了赫赫戰功。
丁朝建立後，黎桓在971年被任命為全國軍隊的最高統帥——十道將軍殿前都指揮使。
979年，丁先皇與其子丁璉醉臥宮廷之中。祗候內人杜釋久懷篡位之心，遂將二人都刺殺。定國公阮匐得知此事，發兵攻入宮中，將杜釋磔死。時任十道將軍的黎桓，遂與定國公阮匐、外甲丁佃一起，將丁先皇唯一倖存的兒子衛王丁璿扶上皇位。丁璿尊生母楊雲娥為皇太后。
丁璿即位的時候年僅六歲，無法處理朝政。黎桓趁此跟丁部領遺孀楊雲娥太后私通，成為了攝政，自稱「副王」。定國公阮匐、外甲丁佃、范盍等人不滿黎桓的專權，相約舉兵，分水陸二道進攻都城華閭。黎桓率軍與丁佃、阮匐在愛州交戰，先破其陸軍，再用火攻破其水軍，擊斃丁佃，擒殺阮匐。范盍率軍逃往北江吉利鄉，被黎桓率軍生擒。

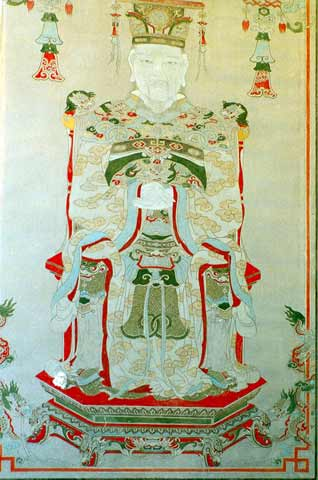
黎大行（黎桓）像

與此同時，投奔占婆的駙馬吳日慶對丁先皇不滿已久，聽說丁先皇被害之後，勾結占婆入侵大瞿越。但不久在海上遭遇了風暴，吳日慶溺死，占婆軍隊也傷亡慘重，被迫撤軍。

### 北宋的入侵、黎桓的篡位
北宋的知邕州太常博士侯仁寶聽說安南大亂，向宋太宗奏明此事，並建議出其不意攻打安南，必定能平定安南。宋太宗遂任命侯仁寶為交州陸路水路轉運使；任命蘭陵團練使孫全興、漆作使郝守俊、鞍轡庫使陳欽祚、左監門將軍崔亮為兵馬都部署；寧州刺史劉澄、軍器庫副使賈湜、供奉官閣門祗候王僎為兵馬都部署，伺機進攻丁朝。諒州守軍向華閭告急，太后楊雲娥命令黎桓率軍防禦，並任命南冊江人范巨倆（《宋史》作「范巨備」）為大將軍。剛準備出兵的時候，范巨倆等將軍就率軍進入黎桓的府邸，煽動軍士擁戴黎桓為皇帝。軍士紛紛高呼萬歲。太后楊雲娥聽說此事後，派人給黎桓送去龍袍，讓黎桓登基即位，改元天福，建立前黎朝。丁璿仍降為衛王。追封父黎為長興王，母鄧氏為皇太后。
北宋發兵南下攻打安南。黎桓派遣江巨望、王紹祚出使北宋，詐稱是丁璿的使者，請求接受冊封。宋太宗派遣張宗權為使，聲稱準備冊立丁璿為統帥、黎桓為副帥；同時又表示，若黎桓認為丁璿沒有將才，就應將丁璿母子送到北宋，然後北宋再冊封黎桓為統帥。宋太宗要求黎桓二者選其一，但黎桓拒絕了這些要求。
次年北宋大舉入侵前黎朝，侯仁寶、孫全興兵至諒山，陳欽祚兵至西結，劉澄兵至白藤江。起先宋軍獲得勝利，但後來黎桓以誘敵深入之計大破宋軍，殺死侯仁寶，俘虜郭君辨、趙奉勳。群臣上尊號明乾應運神武昇平至仁廣孝皇帝。
982年，黎桓冊立原丁朝皇太后楊雲娥為大勝明皇后，與奉乾至理皇后、順聖明道皇后、鄭國皇后、范皇后並為五皇后。黎桓與楊雲娥的通姦遭到後世越南史官的非議，而楊雲娥改嫁黎桓一事，更是受到後世史官的猛烈抨擊。

### 外交政策
982年黎桓起兵親征占城，攻陷其王都，殺死篦眉稅，夷平其城池，獲得大量戰利品，俘獲人口甚眾。此戰之後，占城被迫向大瞿越稱臣納貢。安南的管甲劉繼宗逃往占城，並冒充占城國王，遣使向北宋朝貢。黎桓派遣養子將其擒殺。
黎桓在率軍征討占城的同時，也在途經之處開闢了一些港口，為將來繼續入侵提供了方便。
另一方面，在擊退北宋進攻之後，黎桓試圖修復與北宋之間的外交關係。黎桓自983年開始，遣使向北宋朝貢；而宋太宗也放棄了重新佔領安南的企圖，默認了黎桓對安南的統治地位，於985年派遣使者出使安南。黎桓趁機請求北宋冊封自己為安南的節鎮。於是宋太宗在986年派遣左補闕李若拙、國子監博士李覺出使安南，冊封黎桓為檢校太保、使持節、都督交州諸軍事、安南都護，充靜海軍節度、交州管內觀察處置等使，封京兆郡侯，食邑三千戶，賜號推誠順化功臣。自此，前黎朝的地位得到北宋的正式承認。988年，北宋又遣使加黎桓為檢校太尉，993年，封「交趾郡王」；997年又加封為「南平王」。
雖然黎桓與北宋通好，但他對北宋依然持敵對的態度。990年，北宋遣使加封黎桓為特進的時候，黎桓率軍耀武揚威的出迎；又詭稱腳上有傷，拒絕向北宋的詔書下拜。黎桓對北宋的敵對態度可見一斑。
而在黎桓接受北宋冊封之後，依然經常派兵騷擾北宋邊境和南方的海岸。但在北宋使者面前，黎桓卻表示這是安南的盜賊所為，自己毫不知情。當時北宋為了防禦遼國和項夏州政權（後來的西夏）的進攻，無暇顧及南方，只得要求黎桓對盜賊加以禁止，但黎桓不予理會。

### 內政措施
而在內政方面，為了防禦北宋，黎桓實行軍事統治，嚴刑峻法，986年，黎桓曾點視全國百姓。1002年制定律令、遴選軍士、改全國十道為路、州、府。黎桓任命徐穆、范巨倆、吳子安等大臣治理國家。他還開鑿運河，發展經濟，也為侵略占城提供了方便。
黎桓的暴政使得地方強豪的爭鬥和山區酋長的反叛頻繁，農民起義與少數民族的反抗此起彼伏。黎桓不得不對叛軍進行殘酷鎮壓，並為此疲於奔命。989年，楊進祿在驩、愛二州叛亂，被鎮壓；996年，黎桓親征麻黃、大發、丹波四洞；次年，又征討杜洞江賊；999年，討伐少數民族芒人河蠻洞（一作何洞，位於今清化省石城縣）等四十九洞；1000年，鎮壓峰州豪族鄭航、陳麓、丹長溫賊的叛亂；1001年，黎桓親征莒隆的叛軍；1003年，平定驩州多蓋人的叛亂。

### 對佛教的普及
此外，黎桓大力倡導佛教，賞賜大量良田土地給廟宇使用，並供養了大量僧侶。僧侶階層在前黎朝擁有非常高的地位。匡越大師（吳真流）、洛順、萬行等高僧成為朝廷的重臣。黎桓還雇傭占婆人馬哈父子為其翻譯佛經；同時多次派人前往北宋取經。在前黎朝期間，佛教在越南廣為傳播，寺廟、佛塔、佛像遍佈全國。
然而，中國學者郭振鐸、張笑梅認為，黎桓普及佛教並立佛教為國教，其真正目的是「把佛教作為統治階級的工具，作為治理社會的支柱之一和遏制人民行為的意識形態」。

### 黎桓的逝世、諸子的爭位
為了防止各地的叛亂，黎桓派遣自己的兒子鎮守全國各地。長子擎天大王黎龍鍮為皇太子，次子黎龍錫為東城王、三子黎龍鉞為南封王。此後又讓第四子禦蠻王黎龍釘鎮守峰州；第五子開明王黎龍鋌鎮守藤州；第六子禦北王黎龍釿鎮守扶蘭寨；第七子定藩王黎龍鏦鎮守五縣江司營城；第八子副王黎龍鏘鎮守杜洞江；第九子中國王黎龍鏡鎮守乾沱末連縣；第十子南國王黎龍鋩鎮守武瀧州；第十一子行軍王黎龍鍉（一作黎明提）鎮守北岸古覽州。又封一位義子為扶帶王，鎮守扶帶鄉。
黎桓此舉的本意是為了防止各地的叛亂，但結果卻使諸子有了爭權奪勢的資本。1000年，皇太子黎龍鍮先於黎桓而死。黎龍鋌請求冊立自己為皇太子，但因為群臣的反對，黎桓拒絕了這個請求。此後黎桓遲遲沒有冊立皇太子，直到1004年得病之後，方才冊立最寵愛的第三子黎龍鉞為皇太子。隨後黎龍錫、黎龍鋌分別被加封為大王，以避免他們起篡位之心。
1005年，黎桓逝世，享壽六十四歲，葬於長安州德陵。黎龍鉞繼位，是為中宗。東城王黎龍錫和開明王黎龍鋌與中宗爭奪王位，最終中宗和東城王都被殺，黎龍鋌奪取了皇位，並平定各地諸王的叛亂。黎龍鋌荒淫無道，不久逝世。大將李公蘊被擁立為帝，創建李朝，前黎朝遂亡。
黎桓自逝世以後，諸子忙著爭奪皇位，一直沒有為他上諡號。因此直到前黎朝滅亡的時候，黎桓依舊被稱作「大行皇帝」。後世史官遂將黎桓稱為「黎大行」。

## 評價
- 在中國傳統史料中，對黎桓的評價全是負面的。元朝脫脫所撰的《宋史·交趾傳》記載：「黎桓陋而目眇」、「性本凶狠，負阻山海，屢為寇害」、「輕侻殘忍，昵比小人，腹心閹豎五七輩錯立其側。好狎飲，以手令為樂。凡官屬善其事者，擢居親近左右，有小過亦殺之，或鞭其背一百至二百。賓佐小不如意，亦捶之三十至五十，黜為閽吏；怒息，乃召復其位。」[10]而在《宋會要》中亦記載黎桓父子愛好酒色，醉生夢死，生活荒淫無度。[17][4]

- 越南史官黎文休如此評價黎桓：「黎大行之誅丁佃、執阮匐、擒君辨、虜奉勳，如驅小兒，如役奴隸，曾不數年而疆土大定。其戰勝之功，雖漢、唐無以過也。或問大行與李太祖孰優，曰自其削平內奸，攘挫外寇以壯我越、以威宋人而言，則李太祖不如大行之功為難；自其素著恩威、人樂推戴、延長國祚、垂裕後昆而言，則大行不如李太祖之慮為長。然則太祖優歟？曰優則不知，但以李德鑒黎為厚爾，當從李。」[5]

- 越南史官吳士連評價：「帝乘內姦而取國，卻外寇以安民，海內晏然，北南無事。惜其建儲不早，使後嗣內訌，以至於亡。其於夫婦之倫，多有慚德。」[5]又評價道：「帝之戰勝攻取，斬占城主，以雪藩夷執使之恥；摧趙宋軍，以挫君臣必勝之謀，可謂蓋世英雄矣。然居攝之時，致佃、匐之起兵。其即帝位也，出於巨倆輩脅之以兵；其造宮殿也，則以金銀而裝蓋。凡此類皆不若李祖之長慮，文休謂以李德鑒黎為厚，詎不信歟？」[15]

- 由於擊退北宋的進攻，越共給予了黎桓很高的評價。[18]

- 而由中國學者郭振鐸、張笑梅主編的《越南通史》中則對黎桓評價不佳，認為黎桓「詭計多端，野心勃勃，玩弄『黃袍加身』的陰謀，篡奪丁氏王位。然一朝得勢，則厲行專制獨裁，開創了越南封建歷史上中央集權專制暴君的先河。」[4]

## 家族

### 父
- 黎，追封長興王[5][9]

### 母
- 鄧氏[5]（追尊皇太后[9]）

### 皇后
- 皇后五名，都是天福三年（982年）册封：[5]
  - 大勝明皇后楊雲娥[2]
  - 奉至理皇后
  - 順聖明道皇后
  - 鄭國皇后
  - 范皇后
  - 其中有一名皇后是初侯夷女（一作祗候妙女），不知是何人[19]

### 子
- 子（共十一人）：
  - 長子：擎天大王黎龍鍮[14]（皇太子，1000年早逝）
  - 次子：東城王黎龍錫[14]（一作黎龍銀或黎銀錫，1004年進封東城大王[15]）
  - 三子：南封王黎龍鉞[14]（初侯夷女（一作祗候妙女）所生。[19]黎龍鍮死後，於1004年被立為皇太子，[15]後為黎中宗）
  - 四子：禦蠻王黎龍釘[14][20]
  - 五子：開明王黎龍鋌[14]（初侯夷女（一作祗候妙女）所生，黎龍鉞同母弟。[19]1004年進封開明大王；[15]後即位，是為黎臥朝皇帝）
  - 六子：禦北王黎龍釿[14]
  - 七子：定藩王黎龍鏦[14]（一作黎明昶）
  - 八子：副王黎龍鏘[14]
  - 九子：中國王黎龍鏡[14]
  - 十子：南國王黎龍鋩[16]
  - 十一子：行軍王黎龍鍉[16]（一作黎明提[15]）

### 義子
- 扶帶王楊熙璉（Dương Hy Liễn），黎桓早年無子，養楊三哥孫為義子。[16]

### 女
- 黎氏佛銀（Lê Thị Phất Ngân），楊雲娥生。嫁李公蘊（後為李太祖），生李佛瑪（後為李太宗）、李日㫕。[21]李佛瑪即位之後，尊黎氏佛銀為靈顯太后。[22]

## 影視形象
| 演員   | 影視作品                           |
| 黃清海 | 《李公蘊：到昇龍城之路》（电视剧） |

## 腳註
1. 1 2 3  《大越史記全書·黎紀·大行皇帝》「乙巳十二年宋景德二年春三月條」有如下記載：「黎文休曰：天子與皇后初崩殂，未歸山陵，則號大行皇帝、大行皇后。及寢陵既安，則會群臣議其德行之賢否以為諡，曰某皇帝、某皇后，不復以大行稱之。黎大行乃以大行為諡號相傳至今，何哉？蓋以不肖之臥朝為子，又無儒臣弼亮之以議其諡法故也。」
2. 1 2  原為丁朝皇帝丁部領妻，黎桓復立之為皇后。
3. 1 2  《越南史略》，陳仲金著，第三卷第三章
4. 1 2 3 4 5 6  《越南通史》，郭振鐸、張笑梅主編，第四編第八章第二節
5. 1 2 3 4 5 6 7 8 9 10 11  《大越史記全書》188~189頁
6. ↑  《越南通史》，郭振鐸、張笑梅主編，第四編第八章第一節
7. ↑  《大越史記全書》180~181頁
8. ↑  《大越史記全書》182~183頁
9. 1 2 3 4 5  《大越史記全書》184~185頁
10. 1 2 3 4 5 6 7 8  《宋史·交趾傳》
11. ↑  《大越史記全書》186~187頁
12. ↑  關於篦眉稅的身份，《越史略》作「占城王」，《欽定越史通鑑綱目》作「占城將」。《大越史記全書》則沒有記載其身份。
13. 1 2 3  《大越史記全書》190~191頁
14. 1 2 3 4 5 6 7 8 9 10 11 12 13  《大越史記全書》192~193頁
15. 1 2 3 4 5 6 7 8  《大越史記全書》196~197頁
16. 1 2 3 4  《大越史記全書》194~195頁
17. ↑  《宋會要·蕃夷四》
18. ↑  《越南歷史》（Lịch Sử Việt Nam）編著：越南社會科學委員會（越南科學出版社1972年版），第二部分第五章
19. 1 2 3  根據《大越史記全書》記載，前黎中宗的母親是祗候妙女，而黎龍鋌又是中宗的同母弟。（《大越史記全書》198頁）《越史略·卷上 （页面存档备份，存于）》則稱中宗是初侯夷女所生，黎龍鋌是中宗的同母弟。由此可知黎龍鋌也是祗候妙女（或初侯夷女）所生。
20. ↑  《大越史記全書》記載禦蠻王是黎桓的兒子；但《越史略》記載禦蠻王是黎桓弟弟的兒子。根據越史綱鑒記載為黎桓之子。
21. ↑  《大越史記全書》220~221頁
22. ↑  《大越史記全書》218頁

## 外部連結
- （越南文）（中文）.   [2008-06-02]. （原始内容存档于2016-03-04）.
- （中文）.   [2008-06-02]. （原始内容存档于2009-06-16）.

| 大行皇帝黎桓 |                             |               |
| 前任： 丁璿  | 大瞿越帝國皇帝 980年—1005年 | 繼任： 黎龍鉞 |
| 前黎朝建立   | 越南前黎朝君主 980年—1005年 | 繼任： 黎龍鉞 |